# Ivan Koschula
Ivan Koschula è un cortometraggio muto del 1914 diretto da Richard Oswald, qui ai suoi primi passi come regista.

## Trama
Ivan difende la figlia dai russi. Intervengono gli austriaci, che li salvano.

## Produzione
Il film fu prodotto dalla Vitascope GmbH e dalla Projektions-AG »Union« (PAGU) (Berlin).

## Distribuzione
Il film - un cortometraggio in tre bobine - uscì in sala a Berlino con il visto di censura che ne vietava la visione ai minori. Il 25 novembre 1914, fu proiettato a Bavariatheater.